# Paperino e Pippo attacchini
Paperino e Pippo attacchini (Billposters) è un film del 1940 diretto da Clyde Geronimi. È un cortometraggio animato della serie Donald & Goofy, prodotto dalla Walt Disney Productions e uscito negli Stati Uniti il 17 maggio 1940, distribuito dalla RKO Radio Pictures. A partire dagli anni novanta è più noto come Professione attacchino.

## Trama
Paperino e Pippo stanno mettendo dei cartelloni pubblicitari in una fattoria (cantando Impara a fischiettar da Biancaneve e i sette nani). Mentre Pippo, con numerose difficoltà, cerca di affiggerne uno su un mulino a vento, il lavoro di Paperino viene disturbato da una capra, che si mangia i manifesti. Il papero combatte con la capra, ma lei si arrabbia e lo insegue fino al mulino a vento dove c'è Pippo. I due si aggrappano alle pale del mulino e la capra li spinge correndo attorno alla costruzione, impedendo loro di scendere.

## Distribuzione

### Edizione italiana
Il cortometraggio fu doppiato in italiano esclusivamente per la VHS Pippo superdetective, uscita nel 1994, e tale doppiaggio viene trasmesso in TV e pubblicato in DVD.

### Edizioni home video

#### VHS
- Troppo vento per Winny-Puh (giugno 1983)
- Troppo vento per Winny-Puh (marzo 1988)
- Pippo superdetective (marzo 1994)

#### DVD
Il cortometraggio è incluso nel DVD Walt Disney Treasures: Semplicemente Paperino - Vol. 1.